# White Wolf Lodge
Le White Wolf Lodge est un hôtel américain situé dans le comté de Tuolumne, en Californie. Protégé au sein du parc national de Yosemite, ce lodge est géré par Aramark. On y accède par l'ancienne Great Sierra Wagon Road.